# Terriglobus tenax
Terriglobus tenax es una bacteria gramnegativa del género Terriglobus. Fue descrita en el año 2014. Su etimología hace referencia a pegajoso. Es aerobia e inmóvil. Tiene un tamaño de 0,4-0,5 μm de ancho por 0,8-0,9 μm de largo. Forma colonias circulares, convexas, semitransparentes y de color beige en agar R2A tras 5 días de incubación. Temperatura de crecimiento entre 15-45 °C, óptima de 30 °C. Catalasa positiva y oxidasa negativa. Tiene un contenido de G+C de 62,1%. Se ha aislado de la rizosfera de una planta medicinal (Angelica sinensis) en Corea del Sur. 